# Art news
Art news (eigene Schreibweise ARTnews) ist eine internationale Fachzeitschrift für Kunst aus New York.
Die englischsprachige Zeitschrift ist eine der ältesten (Gründungsjahr:  1902) und meistgelesenen Kunstzeitschriften der Welt. Sie erreicht 200.000 Leser in 123 Ländern. Milton Esterow kaufte die Zeitschrift 1972 von Newsweek und stand ihr bis 2014 als Herausgeber vor.